# Fünf Seen Filmfestival
Das Internationale Fünf-Seen-Filmfestival, kurz FSFF genannt, ist ein jährlich stattfindendes Filmfestival im Fünf-Seen-Land, südwestlich von München. Auf dem in Süddeutschland nach München und Hof bedeutendsten Filmfest werden Ende August/Anfang September im Bereich Spielfilm, Dokumentarfilm und Kurzfilm, fokussiert auf Arthouse mit dem Schwerpunkt Mitteleuropa, sowohl Premieren als auch Previews gezeigt. Die Spielorte sind Gauting, Starnberg, Seefeld (Oberbayern) und Weßling. Den Auftakt bildet das Open Air Kino direkt am See von Ende Juli bis Mitte August am Starnberger See und am Wörthsee.

## Geschichte und Konzept
Mit über 150 noch nicht im Kino gezeigten Spiel-, Dokumentar- und Kurzfilmen bei über 300 Vorstellungen ist das Fünf Seen Filmfestival (FSFF) innerhalb der Jahre zu einem der größten Filmfestivals in Süddeutschland geworden. Es findet auf 14 Leinwänden an den Orten des Fünf-Seen-Landes südwestlich von München in Starnberg, Seefeld, Herrsching (bis 2017), Wörthsee und Weßling statt. 2017 war erstmals auch Gauting Spielstätte.
Das Festival wurde 2007 von Festivalleiter Matthias Helwig gegründet und fand bis 2017 jährlich an zwölf Tagen Ende Juli/Anfang August statt. Seit 2015 öffnet sich das Festival im Hauptwettbewerb, dem Fünf-Seen-Filmpreis, für Filme aus der ganzen Welt. Schwerpunkt waren bisher die neuesten Spiel- und Dokumentarfilme aus der Region im mitteleuropäischen Raum, vor allem aus Deutschland, Österreich, der Schweiz und Südtirol (DACHS-Länder). Seit 2011 war das FSFF mit über 20 Produktionen aus der Schweiz das Filmfestival mit den meisten Schweizer Filmen außerhalb der Schweiz.
Das FSFF bietet einen Wettbewerb für den besten Spielfilm, das beste Drehbuch, den besten Nachwuchsfilm, den besten Dokumentarfilm, den besten mittellangen Film, den besten Kurzfilm und bedeutende Schauspielkunst. Insgesamt werden Preise und Preisgelder im Wert von ca. 20.000 Euro vergeben. Seit 2015 gibt es den Filmpreis „Perspektive junges Kino“ – hier werden die besten ersten oder zweiten Filme von Regisseuren aus Deutschland, Österreich und der Schweiz prämiert. Der „Horizonte“-Filmpreis wird vergeben für den Film, der sich am meisten mit dem würdevollen Zusammenleben der Gesellschaft auseinandersetzt. Im Angedenken an die im April 2019 verstorbene Schauspielerin Hannelore Elsner wurde im Juni 2019 der Hannelore-Elsner-Preis für bedeutende Schauspielkunst ins Leben gerufen. Hochkarätig besetzte Jurys küren den jeweiligen Gewinner.
Das Programm des Internationalen Filmfestivals fokussiert den mitteleuropäischen Film und wird durch neue deutsche und internationale Produktionen, der Einladung eines Gastlandes sowie einer Retrospektive, die jedes Jahr einer bedeutenden Filmpersönlichkeit gewidmet ist, vervollständigt. Daneben präsentiert das FSFF in einem Publikumspreiswettbewerb Filme von den Festivals der Welt, deren Gewinner mit der Förderung einer Filmkopie ausgezeichnet werden. Open-Air-Vorstellungen direkt am Ufer von zwei Seen und eine Retrospektive leiten das Festival ein.
Die nächtliche Fahrt auf dem größten Ausflugsschiff des Starnberger Sees MS Starnberg ist laut der Wochenzeitung Die Zeit „eine der schönsten Filmpartys der Welt“.
2019 zählte das Fünf Seen Filmfestival rund 21.000 Besucher (zum Vergleich: 19.000 Besucher (2015), 17.000 Besucher (2014), 14.000 Besucher (2013), 13.000 Besucher (2012), 12.000 Besucher (2011), 10.000 Besucher (2010), 8.000 Besucher (2009), 6.500 Besucher (2008)).
Das 14. Fünf Seen Filmfestival 2020 konnte bundesweit als eines der wenigen Filmfestivals live als Special Edition 2020 vom 26. August bis 9. September stattfinden. „Trotz aller (coronabedingten) Herausforderungen wollen wir dem Publikum, den Filmschaffenden und der Region im Spätsommer mit dem Fünf Seen Filmfestival einen Ort der Begegnung zu schaffen. Festivals und Kinovorstellungen sind soziale Ereignisse. Sie erzeugen Resonanzen zwischen Publikum und Filmschaffenden, aber auch zwischen den Filmen selbst“, betonte Festivalleiter Matthias Helwig. Insgesamt wurden an 15 Tagen 84 Langfilme, 30 Kurzfilme und zwölf Short-Plus-Filme gezeigt, die von mehr als 14.000 Besuchern gesehen wurden.
Aufgrund knapper Kassen kürzte die Gemeinde Starnberg die Förderung des Festivals von 35.000 Euro im Jahr 2023 auf 23.000 Euro im Jahr 2024. Daraufhin ließ der Veranstalter die bisherige Seefahrt und die Eröffnung in der Schlossberghalle ausfallen. Für die Jahre 2025 und 2026 wurde die Förderung auf 30.000 Euro erhöht.
Gründer und aktueller Festivalleiter ist Matthias Helwig, Inhaber der Breitwand-Kinos in Starnberg, Seefeld, Gauting und bis 2018 in Herrsching. Neben weiteren Auszeichnungen erhielt Matthias Helwig 2008 den Tassilo-Preis der Süddeutschen Zeitung sowie 2016 den Kulturpreis des Landkreises Starnberg für herausragende Kulturarbeit in der Region.

## Profil
Das FSFF ist ein Publikumsfestival und legt seinen Schwerpunkt auf den neuen deutschsprachigen Film aus Deutschland, der Schweiz und Österreich.
Es bietet einen Wettbewerb für den jungen deutschsprachigen Film, mit neuen deutschen und internationalen Filmen, mit Kurz- und Dokumentarfilmen, Kinder- und Jugendfilmen sowie einer Retrospektive, die jeweils einer Persönlichkeit der Filmgeschichte gewidmet ist:
- 2008: Michael Ballhaus, Kameramann
- 2009: Volker Schlöndorff, Regisseur und Drehbuchautor[7]
- 2010: Armin Mueller-Stahl, Schauspieler
- 2011: Hannelore Elsner, Schauspielerin
- 2012: Ulrich Tukur und Martina Gedeck, Schauspieler sowie Fredi Murer, Regisseur
- 2013: Wolfgang Kohlhaase, Drehbuchautor sowie Corinna Harfouch, Schauspielerin
- 2014: Wim Wenders, Regisseur
- 2015: Michael Verhoeven, Regisseur und Drehbuchautor sowie Karl Markovics, Schauspieler, Regisseur und Drehbuchautor
- 2016: Doris Dörrie, Regisseurin und Autorin sowie Goran Paskaljevic, Regisseur
- 2017: István Szabó , Regisseur sowie Eva Mattes, Schauspielerin
- 2018: Josef Bierbichler, Regisseur, Autor und Schauspieler, Dominik Graf, Regisseur sowie Bettina Böhler, Filmeditorin
- 2019: Caroline Link, Regisseurin und Oscar-Preisträgerin, Barbara Auer, Schauspielerin, Tom Tykwer, Regisseur, Drehbuchautor, Filmproduzent und Filmkomponist sowie Uli Hanisch, Szenenbildner
- 2020: Nina Hoss, Schauspielerin, Lars Eidinger, Schauspieler, Klaus Doldinger (Filmkomponist & Jazz-Musiker)

Neben vier verschiedenen Fachjurys entscheidet das Publikum über den besten Kurzfilm, mittellangen Film und Publikumsfilm des Jahres.

Gäste des Festivals waren bisher u. a.: Michael Ballhaus, Oliver Berben, Senta Berger, Josef Bierbichler, Bettina Böhler, Fred Breinersdorfer, Henriette Confurius, Klaus Doldinger, Doris Dörrie, Lars Eidinger, Hannelore Elsner, Aleksej Fedorchenko, Heino Ferch, Florian David Fitz, Friðrik Þór Friðriksson, Veith von Fürstenberg, Martina Gedeck, Dominik Graf, Klaus Händl, Corinna Harfouch, Nina Hoss, Micheil Kalatosischwili, Wolfgang Kohlhaase, Nicolette Krebitz, Thomas Kronthaler, Dani Levy, Oscar-Preisträgerin Caroline Link, Karl Markovics, Eva Mattes, Gordian Maugg, Armin Mueller-Stahl, Hanns-Christian Müller, Rosa von Praunheim, Edgar Reitz, Arash Riad, Giulio Ricciarelli, Marcus H. Rosenmüller, Marianne Sägebrecht, Peter Schamoni, Sebastian Schipper, Oscar-Preisträger Volker Schlöndorff, Gisela Schneeberger, Edgar Selge, Götz Spielmann, Hans Steinbichler, Istvàn Szabó, Ulrich Tukur, Tom Tykwer, Michael Verhoeven, Bertram Verhaag, Neele Vollmar, Konstantin Wecker, Wim Wenders, Ronald Zehrfeld.

## Filmgastland
Seit 2013 lädt das Fünf Seen Filmfestival als Schwerpunkt-Reihe jedes Jahr Gastländer für einen besonderen Kulturaustausch ein. Herausragende Filme werden begleitet von Regisseuren und anderen Filmschaffenden des Gastlandes.
- 2013: Georgien, Taiwan
- 2014: Québec, Taiwan
- 2015: Québec, Taiwan
- 2017: Ungarn, Taiwan, Südtirol
- 2016: Serbien, Taiwan, Südtirol
- 2018: Taiwan, Südtirol
- 2019: Taiwan
- 2020: Ukraine, Taiwan

## Sektionen und Wettbewerbe
- Fünf Seen Filmpreis: Internationale Spielfilme aus Mitteleuropa, die noch nicht im Kino ausgewertet worden sind, konkurrieren um den Hauptpreis des Festivals. Eine jährlich wechselnde Jury, die sich aus bekannten Filmschaffenden, Branchenvertretern, Journalisten und Vertretern öffentlicher und sozialer Institutionen zusammensetzt, bestimmt die Gewinner des Preises.
- Perspektive Junges Kino Filmpreis: Zugelassen sind Spielfilme aus dem deutschsprachigen Raum, die noch nicht im Kino ausgewertet worden sind und bei denen es sich um das erste oder zweite Werk eines Filmschaffenden handelt. Eine jährlich wechselnde Jury, die sich aus bekannten Filmschaffenden, Branchenvertretern, Journalisten und Vertretern öffentlicher und sozialer Institutionen zusammensetzt, bestimmt den Gewinner. Dieser Nachwuchsfilmpreis soll die Kreativität, Innovation und das Engagement des Filmschaffenden im Umgang mit seinem Medium fördern.
- DACHS-Drehbuchpreis: Aus den besten Drehbüchern und Filmen des vergangenen Jahres aus Deutschland, Österreich, der Schweiz und Südtirol (DACHS) wählt eine Jury den Preisträger für das beste Drehbuch. Die Preisverleihung findet im Rahmen des Empfangs deutscher Drehbuchautoren in Zusammenarbeit mit dem Verband Deutscher Drehbuchautoren statt.[8]
- Fünf Seen Dokumentarfilmpreis: Dokumentarfilme aus dem deutschsprachigen Raum, die noch nicht im Kino ausgewertet worden sind, konkurrieren um den Dokumentarfilmpreis. Eine jährlich wechselnde Jury, die sich aus bekannten Filmschaffenden, Branchenvertretern, Journalisten und Vertretern öffentlicher und sozialer Institutionen zusammensetzt, bestimmt den Gewinner.
- Publikumspreis des Fünf-Seen-Filmfestivals: Das Publikum bestimmt aus einer Auswahl des Fünf-Seen-Filmfestivalprogramms den Publikumspreis.
- Horizonte Filmpreis: Eine Jury bestimmt aus dem Fünf-Seen-Filmfestivalprogramm einen herausragenden Kinofilm, der durch einen ausgeprägten Humanismus überzeugt, sich in besonderem Maße um Frieden, Freiheit, Gerechtigkeit und stimmiges Zusammenleben zwischen Mensch, Tier und Natur verdient macht und diese Ziele in eindrucksvoller Form filmisch darstellt.
- Kurzfilmpreis Das Goldene Glühwürmchen: Ein Publikumspreis, meist für Talent- und Hochschulübungen junger Regisseure, verliehen seit dem Jahr 2000.
- Kurzfilmpreis Short-Plus-Award für den besten Film mit einer Länge zwischen 20 und 60 Minuten
- Neue deutsche und internationale Filme: Premieren und Previews neuer deutscher und internationaler Produktionen.

## Preisträger

### Fünf Seen Filmpreis
- 2007: Sonja Heiss für Hotel Very Welcome
- 2008: Götz Spielmann für Revanche
- 2009: Klaus Händl für März[9]
- 2010: Philip Koch für Picco
- 2011: Stéphanie Chuat, Véronique Reymond für Das kleine Zimmer (Originaltitel: La petite chambre)
- 2012: Ursula Meier für Winterdieb (Originaltitel: L’enfant d’en haut)
- 2013: Srđan Golubović für Circles (Originaltitel: Krugovi)
- 2015: François Delisle für Chorus
- 2014: Roc Bicek für Class Enemy
- 2016: Emir Baigazin für The Wounded Angel
- 2017: Ronny Trocker für Die Einsiedler
- 2018: Árpád Bogdán für Genesis
- 2019: Teona Strugar Mitevska für Gott existiert, ihr Name ist Petrunya (Originaltitel: Gospod postoi, imeto i’ e Petrunija)[10]
- 2020: Rolando Colla für What you don’t know about me
- 2021: Kateryna Gornostai für Stop-Zemlia[11]
- 2022: Laura Wandel für Playground[12][13]
- 2023: Emmanuelle Nicot für Dalva[14]
- 2024:  Sudabeh Mortezai für Europa[15][16]

### Perspektive Junges Kino Filmpreis
- 2015: Micah Magee für Petting Zoo
- 2016: Aline Fischer für Meteorstrasse
- 2017: Sandra Wollner für Das unmögliche Bild
- 2019: Natalja Merkulowa und Alexei Tschupow für The Man Who Surprised Everyone
- 2018: Ioana Uricaru für Lemonade
- 2020: Radu Ciorniciuc für Acasa, my home
- 2021: Natalya Vorozhbyt für Bad Roads
- 2022: Francesco Sossais für Other Cannibals
- 2023: Milena Aboyan für Elaha
- 2024: Hannes Schilling für Good News

### DACHS-Drehbuchpreis
- 2017: Rolando Colla für Seven Days und Monja Art für Siebzehn[17]
- 2018: Hans Weingartner und Silke Eggert für 303[18]
- 2019: Nils Mohl für Es gilt das gesprochene Wort[19]
- 2020: Nariman Alijew für Evge
- 2021: Arman T. Riahi für Fuchs im Bau[20]

### Fünf Seen Dokumentarfilmpreis
- 2011: Jacqueline Zünd für Goodnight Nobody
- 2012: Hella Wenders für Berg Fidel – eine Schule für alle
- 2013: Peter Liechti für Vaters Garten – Die Liebe meiner Eltern und Matti Bauer für Still
- 2014: Simon Baumann für Zum Beispiel Suberg
- 2015: Gábor Hörcher für Drifter
- 2017: Michael Glawogger (posthum) und Monika Willi für Untitled
- 2016: Stefan Ludwig für Der zornige Buddha
- 2018: Matjaz Ivanisin für Laying Men
- 2019: Maryam Zaree für Born in Evin
- 2020: Iryna Tsilyk für The earth is blue as an orange
- 2021: Antonia Kilian für The Other Side of the River
- 2022: Jakob Krese und Danilo do Carmo für What Remains On The Way
- 2023: Maksym Melnyk für Drei Frauen[21]
- 2024: Harald Friedl für 24 Stunden

### Horizonte Filmpreis
- 2009: Fernand Melgar für La forteresse
- 2010: Anna Hofmann für Die Haushaltshilfe
- 2011: Stephanie Bürger für Nach der Stille
- 2012: Fernand Melgar für Vol Special
- 2013: Reha Erdem für Jîn
- 2014: Anna Thommen für Neuland und Arash und Arman T. Riahi für Everyday Rebellion
- 2015: Farid Pacha für My Name Is Salt
- 2016: Aya Dominik für Als die Sonne vom Himmel fiel sowie Shu Aiello und Catherine Catella für Un Paese di Calabria
- 2017: Andreas Pichler für Das System Milch
- 2018: Bettina Henkel für Kinder unter Deck
- 2019: Mark Olexa, Francesca Scalisi für Digitalkarma
- 2020: Shaheen Dill-Riaz für Bamboo Stories
- 2021: Sophie Linnenbaum für Väter unser
- 2022: Blerta Basholli für Hive
- 2023: Behrooz Karamizade für Leere Netze
- 2024: Karin Wejdling und Peter Wejdling für Urgewald – Auf den Spuren des Geldes

### Kurzfilmpreis „Das goldene Glühwürmchen“
- 2007: Anna-Maria Rimpfl für Wolfstraum und Eva-Marel Jura für Tigerkraut
- 2008: Saara Aila Waasner für Die Gedanken sind frei
- 2009: Christian Bach für Hinter den Dünen
- 2010: Enno Reese für Zwei Zimmer, Balkon
- 2011: Eva und Jürgen Tonkel für Leave Without Running
- 2012: Timo Becker für Mädchenabend
- 2013: Erik Schmitt für Nashorn im Galopp
- 2015: Laura Lehmus für AlieNation
- 2014: Julia Neuhaus für Stiller Löwe
- 2016: Charlotte A. Rolfes für Samira
- 2017: Katja Benrath für Watu Wote – All of us
- 2018: Lucas Thiem für Realität
- 2019: Emily Manthei / Jörn Linnenbröker für Voice Over
- 2020: Alexander Peskador für Salon Styx
- 2021: Paul Scheufler für Ein Ozean
- 2022: Marc Philip Ginolas und Marius Beck für Mach’s Licht aus!
- 2023: Anne M. Hilliges für Zaschka – Heute ist es schön
- 2024: Francesco Sossai für The Birthday Party

### Short Plus Award
- 2011: Anca Miruna Lazarescu für Silent River
- 2012: Sven Sauer für Neun Monate Winter
- 2013: Jan Gerrit Seyler für Ich hab noch Auferstehung
- 2014: Beatus Buchzik und Florian Heinold für The Week Mandela Died
- 2015: Julia Neuhaus für Feuerkind
- 2017: Sinje Köhler für Freibadsinfonie
- 2016: Manuela Federl für 100 Stunden Lesbos
- 2018: Samuel Auer für Die Spieler
- 2019: Nicolas Ehret für Das rote Rad
- 2020: Arkadij Khaet und Mickey Paatzsch für Masel Tov Cocktail
- 2021: Maria Brendle für Ala Kachuu
- 2022: Veronika Hafner für Unter der Welle
- 2023: Florian Paul für Auf Sand gebaut
- 2024: Olga Kosanovic für Land der Berge

### Video Art Preis
- 2016: Nina Pereg (Jurypreis) für Sabbath 2008
- 2016: Binelde Hycran für A Sense of Warmth
- 2017: Sven Johne für Cambeck
- 2018: Asca Breuer für Paradise Later
- 2019: Christoph Lauenstein, Wolfgang Lauenstein für Balance und Hans Op de Beeck für All Togehter Now
- 2020: Enrique Ramírez für Un hombre que camina
- 2021: Maryam Tafakory für Absent Wound
- 2024: Sven Johne für Vom Verschwinden

### Publikumspreis
- 2011: Icíar Bollaín für Und dann der Regen (Tambien la lluvia)
- 2012: Tom Gerber für Liebe und andere Unfälle und Lynne Ramsay für We Need to Talk About Kevin
- 2013: Andrzej Jakimowski für Imagine
- 2014: Pierre Monnard für Recycling Lily
- 2015: Ernesto Daranas für Conducta – Wir werden sein wie Che (Conducta)
- 2017: Mariano Cohn und Gastón Duprat für Der Nobelpreisträger
- 2016: Hans Steinbichler für Eine unerhörte Frau
- 2018: Ziad Doueiri für Der Affront
- 2019: Nils Tavernier für Der Palast des Postboten
- 2020: Janna Ji Wonders für Walchensee Forever
- 2021: Sonia Liza Kentermann für Der Hochzeitsschneider von Athen (Best of Festivals – SZ Publikumspreis)
- 2022: Philippe Weibel für The Art of Love
- 2023: Colm Bairéad für The Quiet Girl
- 2024: Emmanuel Courcol für Die leisen und die großen Töne

### Kino & Klima Award
- 2021: Franz Böhm für Dear Future Children[22]
- 2022: Steffen Krones für The North Drift – Plastik in Strömen[23]
- 2023: Philipp Petruch für Ernte teilen

### Hannelore-Elsner-Preis für bedeutende Schauspielkunst
Der Hannelore-Elsner-Preis wird seit 2019 vergeben und ist mit 5000 Euro dotiert.
- 2019: Barbara Auer[1][24]
- 2020: Nina Hoss[25]
- 2021: Birgit Minichmayr[26]
- 2022: Sandra Hüller[27]
- 2023: Paula Beer[28]
- 2024: Corinna Harfouch[29]
- 2025: Leonie Benesch[30]

### Kamerapreis
- 2023: Frank Griebe[31]

### Young Generation Award (Nicht mehr verliehene Preiskategorie)
Seit 2014 gibt es das Fünf Seen Kinder- und Jugendfilmfest als eigenes Festival und findet immer in der Woche nach den bayerischen Herbstferien Mitte November statt.
- 2009: Christoph Röhl für Ein Teil von mir
- 2010: Stefanie Sycholt für Themba – Das Spiel seines Lebens
- 2011: Johannes Schmid für Wintertochter
- 2012: Ion Fitzgibbon für Am Ende eines viel zu kurzen Tages
- 2013: Nicolai Schwierz für Grey Sheep

### Drehbuchpreis (Nicht mehr verliehene Preiskategorie)
- 2012: Rolando Colla für Sommerspiele
- 2013: Georg Maas, Christoph Tölle und Stale Stein Berg für Zwei Leben
- 2014: Nele Mueller-Stöfen und Edward Berger für Jack
- 2015: Ella Manzheeva für The Gulls
- 2016: Alexandru Baciu, Radu Muntean und Razvan Radulescu für One Floor Below

### Fünf Seen Förderpreis für den besten Nachwuchsfilm (Nicht mehr verliehene Preiskategorie)
- 2008: Jan Gassmann für Chrigu
- 2009: Tomasz Emil Rudzik für Desperados on the Block, sowie Rudi Gaul für Das Zimmer im Spiegel
- 2010: Jan Raiber für Alle meine Väter, sowie Oliver Kienle für Bis aufs Blut – Brüder auf Bewährung
- 2011: Marie Kreutzer für Die Vaterlosen
- 2012: Frédéric Choffat und Julie Gilbert für Mangrove
- 2013: Nana Ekvtimishvili und Simon Groß für Die langen hellen Tage
- 2014: Germinal Rouaux für Left Foot Right Foot